# 三式指揮連絡機

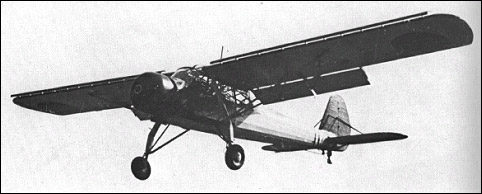
三式指揮連絡機

三式指揮連絡機，編號為ki-76，為第二次世界大戰時期舊日本陸軍的指揮連絡機，由日本國際航空工業設計製造。

## 開發起源與歷史

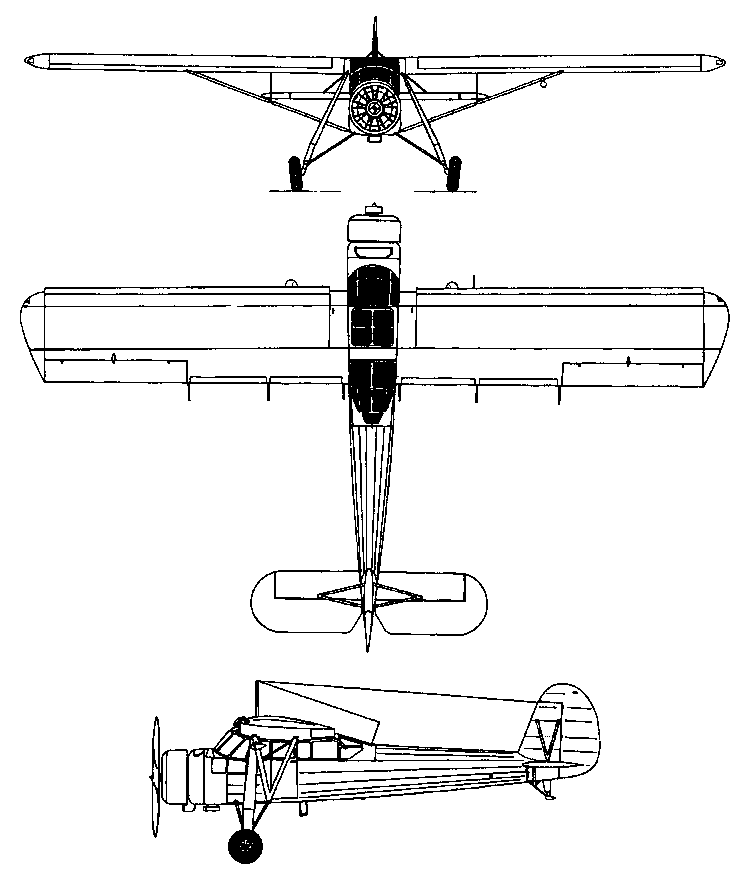
三式指揮連絡機三視圖

本機兼具空中指揮、偵察、連絡、著彈點觀測等多用途，並可於未修築跑道之一般地面進行短場起降。1940年8月開始與預訂進行國產的Fi 156聯絡觀測機進行開發競爭，1941年完成的試作機與隔年6月到達的Fi 156進行比較審查的結果，因其性能較佳而予以採用。
本機製作時因沒有適當的引擎，於是將日立HA-42「天風」（310馬力）弱化為280馬力。但是完成各項實驗與裝修等制式化工作的1943年12月，已經失去各戰線制空權的狀況下，根本不可能使用最高時速不到200公里的本機。
此時看上本機短場起降與低速兩項優點，舊日本陸軍將其作為艦載機配備在「丙型特殊船（兩棲突擊艦）」改造成的護衛空母秋津丸（原名あきつ丸，あきつ為蜻蜓之意，漢字可寫為秋津）上，擔任日本近海的反潛任務。1944年8月，裝備捉勾的本機搭載兩枚魚雷開始進行反潛任務實驗。直到秋津丸為了進行運輸任務而停止巡邏的11月為止，中間戰果不明。
之後因為秋津丸於運輸任務時沉沒，原搭載機改配屬至福岡縣雁巢機場，進行東海與關釜航線（下關到釜山的航線）巡邏任務。1945年終戰前移往朝鮮半島。
至於實際配備狀況、總製作機數等等皆不明，不過由美軍於沖繩亦有擄獲本機判斷，本來應該是想作為聯絡機在各地使用。

## 性能諸元
- 發動機：日立HA-42B 氣冷星型9汽缸（280馬力）
- 乘員數： 3
- 長度： 9.56公尺
- 翼展： 15.00公尺
- 高度： 3.30公尺
- 主翼面積： 29.4平方公尺
- 重量： 1,110公斤
- 全武裝重量： 1,540公斤
- 最高空速： 178公里／時
- 航程： 750公里
- 武裝： 7.7公釐旋轉機槍一挺 100公斤炸彈兩枚 又或50公斤炸彈兩枚

## 關聯條目
- 指揮連絡機
- 觀測機
- Fi-156
- カ號觀測機